# Lichtenberg (Bavière)
Lichtenberg est une ville de Bavière (Allemagne), située dans l'arrondissement de Hof, dans le district de Haute-Franconie.